# Hugues de Lionne

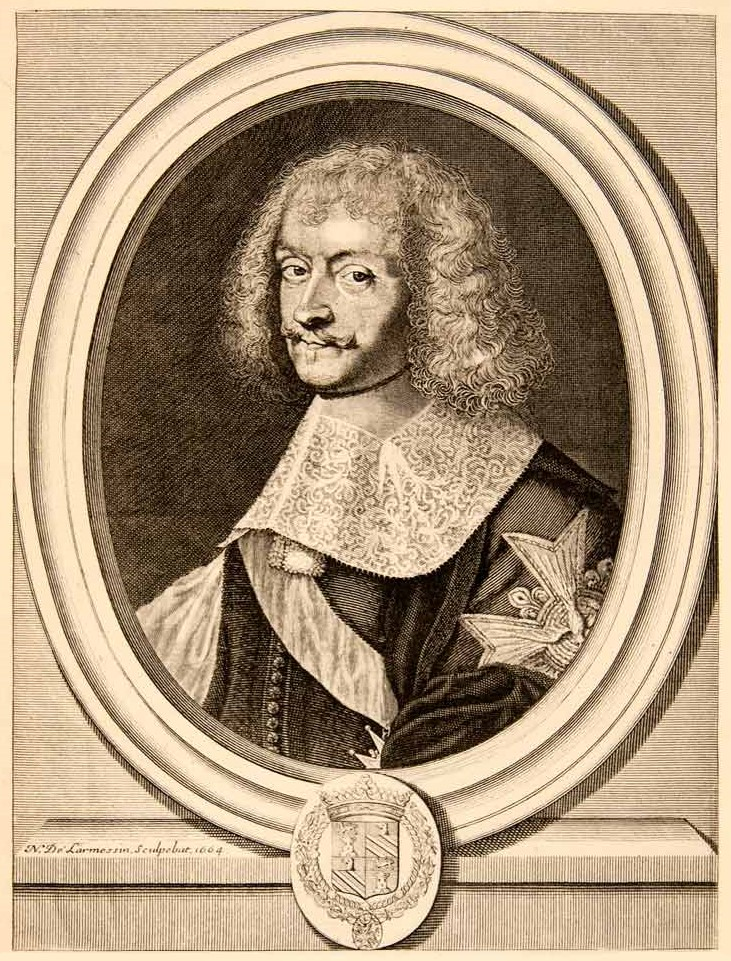
Hugues de Lionne (1611-1671)

Hugues de Lionne (Grenoble, 11 oktober 1611 - Parijs, 1 september 1671) was een Frans politicus. Hij was een diplomaat en van 3 april 1663 tot 1 september 1671 minister van Buitenlandse Zaken onder Lodewijk XIV van Frankrijk.
- Bibsys: 15001426
- Biblioteca Nacional de España: XX6104346
- Bibliothèque nationale de France: cb121477707 (data)
- Digitale Bibliotheek voor de Nederlandse Letteren: lion021
- Gemeinsame Normdatei: 122008332
- International Standard Name Identifier: 0000 0001 2132 7537
- Library of Congress Control Number: n86013706
- Nationale Bibliotheek van Tsjechië: ola2011652090
- Nederlandse Thesaurus van Auteursnamen: 069916012
- Réseau des bibliothèques de Suisse occidentale: 02-A003524197
- Istituto Centrale per il Catalogo Unico: BVEV095655
- SNAC: w6np3qdt
- Système universitaire de documentation: 02996329X
- Virtual International Authority File: 51726879